# RIFA
RIFA AB var ett företag som tillverkade elektroniska komponenter, däribland kondensatorer och integrerade kretsar.

## Starten för kondensatortillverkningen
Företaget bildades år 1942 som Radioindustrins Fabrikaktiebolag (RIFA) av bland andra ASEA för att säkra kondensatorförsörjningen i Sverige under andra världskriget.

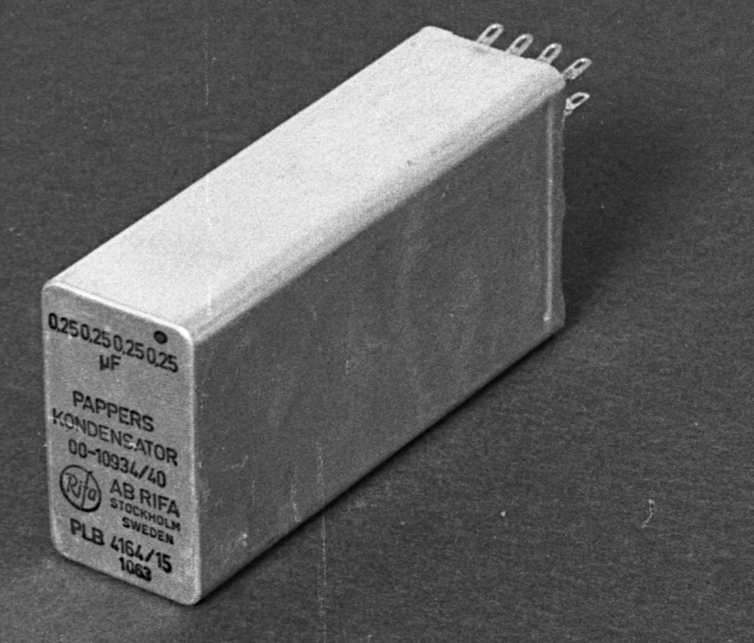
Rackmonterad papperskondensator från RIFA AB som tillhört Telemuseum.

Ericsson hade inledningsvis inget intresse för företaget eftersom de hade en egen kondensatortillverkare, AB Alpha, som man köpt år 1929 och införlivat med Ericssons egen kondensatortillverkning. Efter kriget ökade dock efterfrågan på Ericssons produkter och brist på kondensatorer uppstod. Den 29 december år 1946 köpte Ericsson 50% av RIFA från de övriga ägarna utom ASEA, och den 1 januari 1947 köpte Ericsson ut ASEA och blev ensam ägare till företaget. Därefter införlivade Ericsson den tidigare verksamheten i Alpha som en del av RIFA.
År 1960 köpte Ericsson lokaler i Gränna och flyttade all tillverkning av elektrolytkondensatorer dit året efter och år 1962 byggde RIFA en ny fabrik för tillverkning av pappers- och plastfilmskondensatorer i Kalmar. Kalmarfabriken togs i drift 1964 och började även tillverka miniprintkondensatorer, gnistsläckare och lysrörskondensatorer.

## Uppbyggnaden av halvledartillverkningen

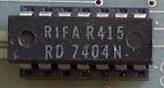
RIFA 7404 integrerad krets av TTL-typ.

År 1967 köpte RIFA Svenska Elektronrör AB, och företaget tillverkade nu förutom kondensatorer även elektronrör och halvledare. Framför allt dioder tillverkades i Svenska Elektronrörs fabrik i Bollmora utanför Stockholm. Ericsson blev också återförsäljare för flera internationella halvledartillverkare så som General Electric, Thomson-CSF och Panasonic. År 1971 slöt man ett samarbetsavtal med National Semiconductor och 1977 flyttades all verksamhet i Stockholmsområdet till nybyggd fabrik i Kista. Vid denna anläggning byggde RIFA successivt upp en kunskapsbas för tillverkning av integrerade kretsar med inriktning på MOS-tekniken.
Runt början av 1980-talet blev RIFA en kritisk del av Ericssons verksamhet: man tillverkade linjekretsar för AXE, Ericsson MD110 och optoelektronik som var nödvändiga för Ericssons kärnprodukter. År 1980 träffade Ericsson ett långtidsavtal med Advanced Micro Devices (AMD) och våren 1981 hade RIFA installerat utrustningen och skapat vad som kallades LSI Design Center för utveckling av LSI-kretsar (Large Scale Integrated Circuit, ett förstadium till ASIC) och man startade pilottillverkning av NMOS-kretsar i fabriken i Kista, den första produkten var ett 4 kbit SRAM. För designarbetet användes arbetsstationer av typen Calma. Runt 1980 tillverkade man den tonvalskrets med namnet PBD 3535 som användes i alla Diavox-telefoner med tonval.

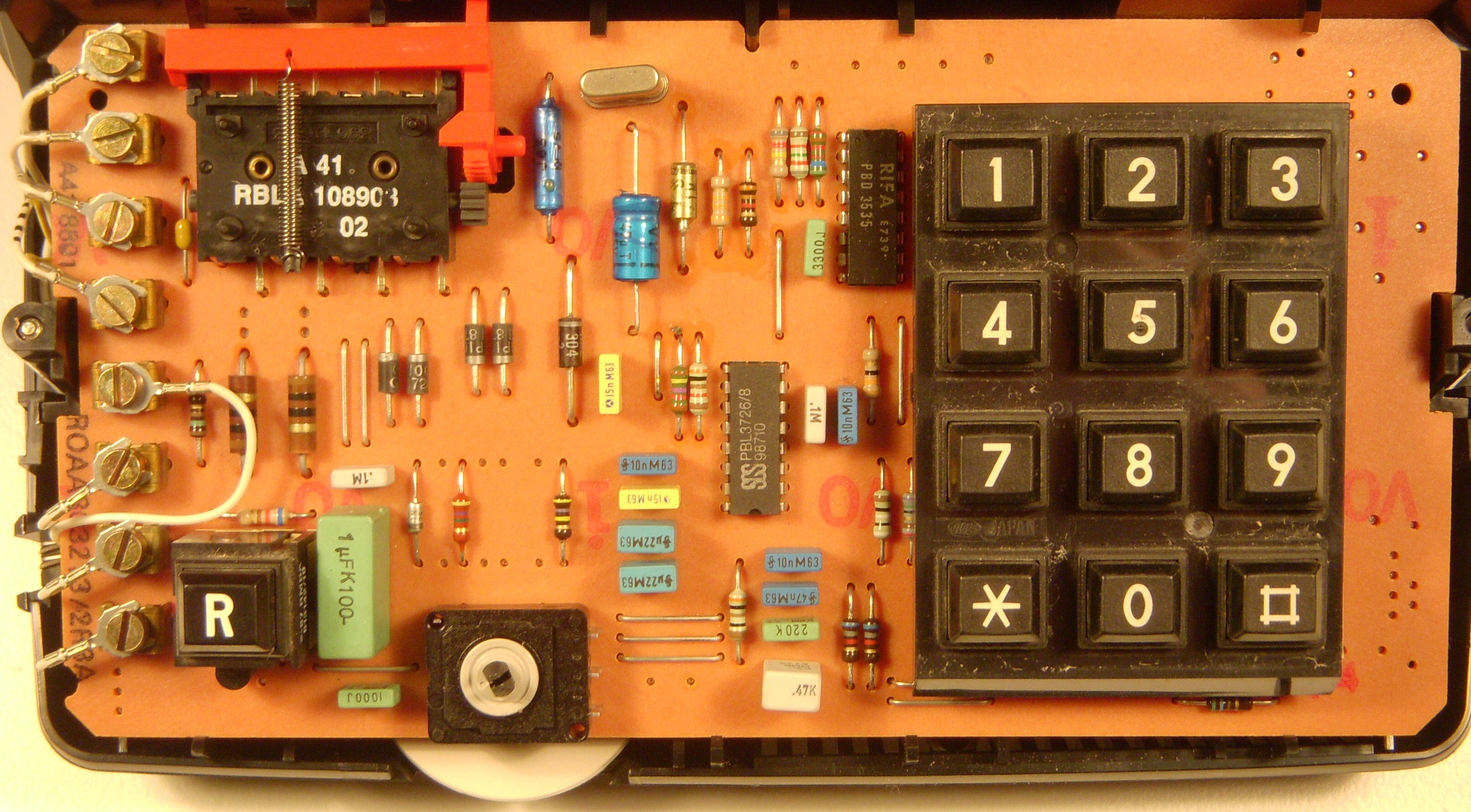
Kretskortet till telefonen Diavox som tillverkades i miljoner exemplar, innehåller en så kallad tonvalskrets (DTMF) från RIFA, direkt till vänster om tangentbordet.

År 1983 hade man kapacitet att göra metallmasker för grindmatriser (PGA-kretsar) från Motorola i en 5 um-process och denna teknik användes för att utveckla en skrivhuvudskontrollkrets med namnet PHC till Facit AB. År 1983 utvidgades även avtalet med AMD och RIFA fick tillgång till CS-2-processen med målet att göra det möjligt för Ericsson att tillverka egna ASIC:ar (applikationsspecifika integrerade kretsar). Denna process användes i en krets för en prismärkningsmaskin år 1984. Staten stödde verksamheten via det nationella mikroelektronikprogrammet (NMP) som instiftades efter en proposition från regeringen den 20 oktober 1983.
År 1985 hade RIFA utvecklat ett eget cellbibliotek som kunde användas med CAD-program från Silvar Lisco och Phoenix Data Systems kombinerat med simuleringsprogrammet SPICE.
Under 1987 ingick RIFA ett samarbetsavtal med Texas Instruments och fick därmed tillgång till 0,5um BiCMOS-processen för tillverkning av halvledare och RIFA kunde därmed tillverka så kallade submikronkomponenter.

## Avyttringen av kondensatortillverkningen och bildandet av Ericsson Components
Den 1 mars år 1988 såldes kondensatorverksamheten av RIFA till Finvest Oy, som också tog över varumärket RIFA. Denna verksamhet utgjorde då en femtedel av Ericssons omsättning på komponentområdet och omfattade cirka 1400 personer. Finvest Oy ägde sedan tidigare kondensatortillverkaren Evox, och slog samman de båda företagen till Evox Rifa AB. Krets- och kiselverksamheten (integrerade kretsar) uppgick den 1 april 1988 i Ericsson Components AB, vilket senare bytte namn till Ericsson Microelectronics AB.
Verksamheten i RIFA var vid denna tid centrerad runt en fabrik för kondensatorer i Gränna för tillverkning av elektrolytkondensatorer, en fabrik i Kalmar för tillverkning av pappers- och precisionskondensatorer och en fabrik i Kista för utveckling av integrerade kretsar.

## Slutet för kondensatortillverkningen i Sverige
Behovet av precisionskondensatorer, som var viktiga i Ericssons telefonväxlar för att filtrera olika telefonsamtal från varandra, försvann i och med digitaliseringen. Kondensatortillverkningen var således inte längre någon kärnverksamhet för Ericsson vilket troligen var orsaken till att den avyttrades.
EvoxRifa avvecklade fabriken i Kalmar år 2005 som då hade ca 220 anställda. Några verksamheter i Kalmar (utveckling av filmkondensatorer, försäljning och kundservice) flyttades då till ett dotterbolag, Dectron AB, i Algutsrum på Öland, som förvärvats 2001. Fabriken i Gränna var nära att avvecklas 2003 då en stor del av tillverkningen flyttades till en fabrik i Weymouth i Storbritannien som tidigare förvärvats från AVX. År 2007 förvärvades hela Evox Rifa-gruppen av KEMET Electronics Corp. Dectron AB fusionerades 2013 med verksamheten i Gränna till KEMET Electronics AB med två verksamhetsorter. I juni 2019 stängdes verksamheten i Gränna, då den tillverkning av axiella elektrolytkondensatorer som fanns kvar efter 2003, flyttades till Évora i Portugal. Vid nedläggningen återstod 60 personer.  KEMET Electronics Corp. förvärvades sedermera (juni 2020) av Yageo Corp.

## Utmärkelser
Den 6 juni 1984 gav Postverket ut en serie frimärken i med titeln Made in Sweden för att högtidlighålla svensk innovation och svenska patent. Ett av frimärkena tillägnades RIFA och frimärket föreställer en Subscriber Line Integrated Circuit (SLIC) för hantering av abonnentsteg i Ericssons telefonväxlar. Frimärket hade valören 2 kr 70 öre och formgavs av Tom Hultgren och graverades av Zlatko Jakus.